# Rồi 30 năm sau
Rồi 30 năm sau là một bộ phim truyền hình được thực hiện bởi M&T Pictures do Nguyễn Quang Minh làm đạo diễn. Phim được chuyển thể từ vở cải lương cùng tên của soạn giả Hà Triều và Hoa Phượng. Phim phát sóng vào lúc 20h00 từ thứ 2 đến thứ 7 hàng tuần bắt đầu từ ngày 19 tháng 9 năm 2022 và kết thúc vào ngày 8 tháng 11 năm 2022 trên kênh THVL1.
Trong thời gian lên sóng, bộ phim đã lọt vào top 10 phim có lượng người xem cao nhất cả nước và liên tục giữ thứ hạng đầu trong suốt nhiều tuần liên tiếp.

## Nội dung
Rồi 30 năm sau lấy bối cảnh tại Long Xuyên những năm 1940, kể về một gia đình bị phá sản vì sự hoang phí của mẹ; Hải (Thanh Trúc) – con gái ông Đại (Huỳnh Phú) đã bị bọn côn đồ bắt làm con tin. May mắn nhờ có Ba Thành (Minh Đăng) – một thanh niên trong làng đi bán hết ruộng vườn, nhà cửa để trả số tiền nợ cho gia đình ông Đại, Hải mới được giải thoát. Cảm động trước ân nghĩa của Ba Thành, cô nhận lời làm vợ anh, bất chấp sự phản đối của bà Đại (Mỹ Duyên) khi muốn gả Hải cho Thức (Trương Minh Quốc Thái) – một thanh niên con nhà gia thế, tuy nhiên Thức cũng không muốn cưới cô vì ngại gánh nợ. Ba năm sau, Ba Thành và Hải đã có một cậu con trai tên Chẩm. Cùng lúc này, Thức vô tình chạm mặt Hải và nhận ra người vợ "hụt" năm xưa của mình, từ đó tìm mọi cách để chiếm đoạt lại cô...

## Diễn viên
- Trương Minh Quốc Thái trong vai Hai Thức/Ông Lâm[5]
- Thanh Trúc trong vai Hải[6]
- Quang Tuấn trong vai Chẩm/Duy Long[7]
- Minh Đăng trong vai Ba Thành
- Thanh Bình trong vai Hai Nhẫn
- Yeye Nhật Hạ trong vai Ngọc Hân
- Dương Cường trong vai Thiện Sỹ
- Phương Bình trong vai Ba Hạp
- Ngọc Tưởng trong vai Ba Hạp (lúc trẻ)
- Ngọc Thảo trong vai Trúc Quỳnh
- Ngân Quỳnh trong vai Bà Trúc
- Mỹ Duyên trong vai Bà Đại

Cùng một số diễn viên khác....

## Ca khúc trong phim
Bài hát trong phim là ca khúc "Kiếp chung tình" do Phạm Hải Đăng sáng tác và ca sĩ  Vy Oanh thể hiện.

## Giải thưởng
| Năm  | Giải thưởng   | Hạng mục                                     | (Người) đề cử              | Kết quả   | Tham khảo |
| ---- | ------------- | -------------------------------------------- | -------------------------- | --------- | --------- |
| 2022 | Ngôi Sao Xanh | Phim truyền hình xuất sắc nhất               | —                          | Đoạt giải | [ 8 ]     |
| 2022 | Ngôi Sao Xanh | Nữ diễn viên truyền hình được yêu thích nhất | Thanh Trúc                 | Đoạt giải | [ 8 ]     |
| 2022 | Ngôi Sao Xanh | Gương mặt truyền hình triển vọng             | Bé Shin                    | Đoạt giải | [ 8 ]     |
| 2022 | Ngôi Sao Xanh | Đạo diễn xuất sắc nhất                       | Nguyễn Quang Minh          | Đề cử     | [ 9 ]     |
| 2022 | Ngôi Sao Xanh | Nam diễn viên truyền hình xuất sắc nhất      | Quang Tuấn                 | Đề cử     | [ 9 ]     |
| 2022 | Ngôi Sao Xanh | Nam diễn viên truyền hình xuất sắc nhất      | NSƯT Trương Minh Quốc Thái | Đề cử     | [ 9 ]     |
| 2022 | Ngôi Sao Xanh | Nam diễn viên truyền hình xuất sắc nhất      | Thanh Bình                 | Đề cử     | [ 9 ]     |
| 2022 | Ngôi Sao Xanh | Nữ diễn viên truyền hình xuất sắc nhất       | Yeye Nhật Hạ               | Đề cử     | [ 9 ]     |
| 2022 | Giải Mai Vàng | Phim truyền hình                             | —                          | Đề cử     | [ 10 ]    |